# Carburatore

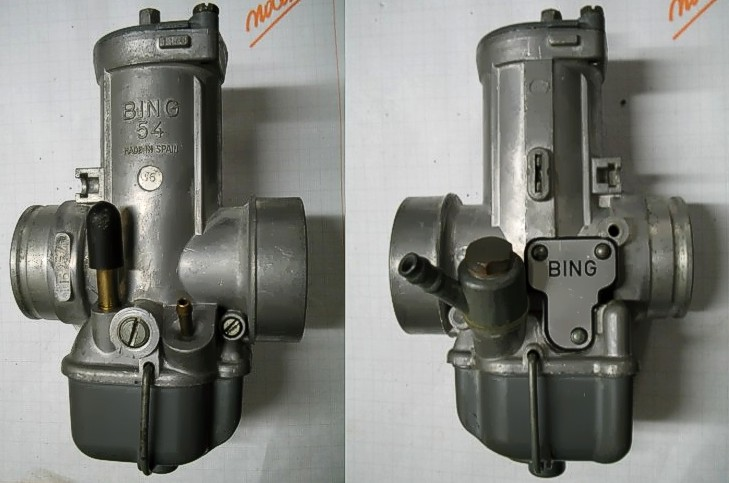
Carburatore motociclistico

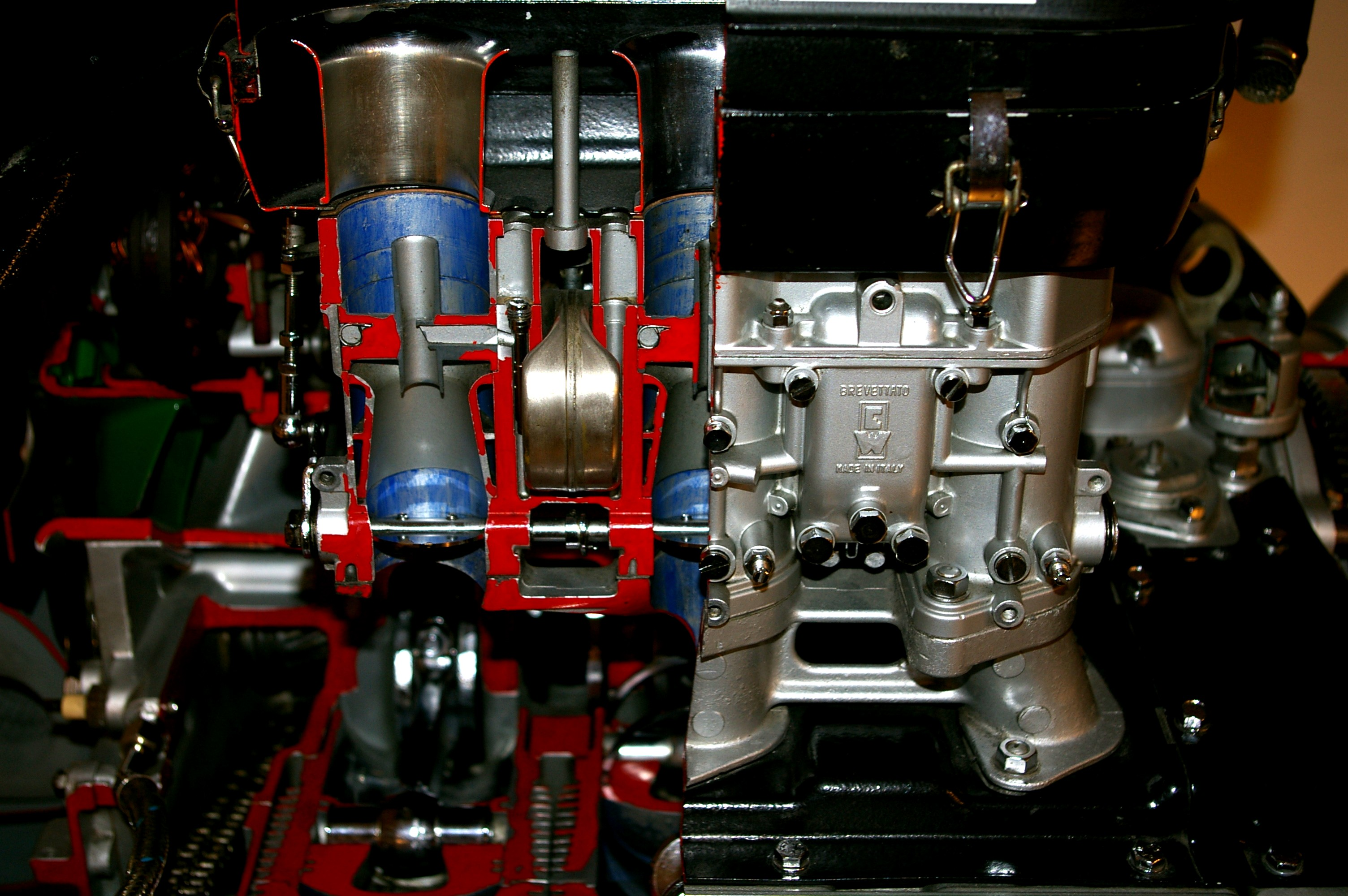
Carburatore automobilistico, sezionato nella parte sinistra

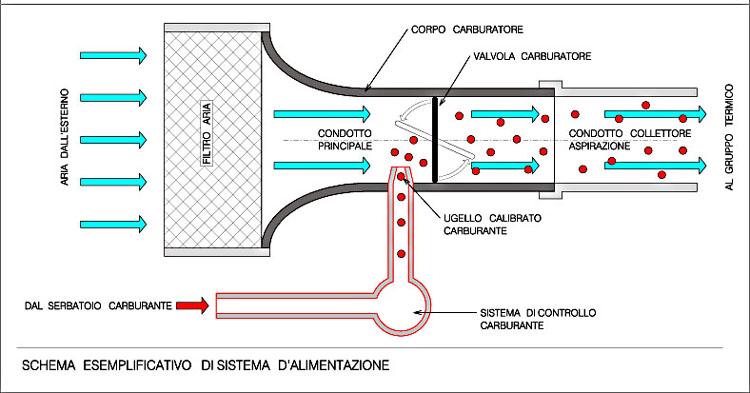
Carburatore montato in posizione orizzontale con valvola di tipo a farfalla

Il carburatore è una parte meccanica del motore a combustione interna ad accensione comandata, posta nell'impianto d'alimentazione che si occupa di preparare la miscela di aria (comburente) e carburante da immettere nella camera di combustione.
Il carburatore è l'elemento principale dell'insieme denominato sistema di alimentazione dei motori a combustione interna. La figura specializzata per il montato, taratura e revisione è il carburatorista; ciò non toglie la possibilità di eseguire tali operazioni ad altri operatori tecnici o meccanici di settore.

## Storia
Il carburatore fu inventato in Italia da Luigi De Cristoforis nel 1876 e nel 1882 Enrico Bernardi sviluppò un carburatore per la "Motrice Pia", primo motore a combustione interna alimentato a benzina.
Il 25 aprile 1916 Claudio Fogolin brevetta per Lancia un carburatore in cui introdusse "nuove ed utili migliorie".
Il carburatore subì innumerevoli affinamenti lungo la sua lunga storia, ma la sua presenza sul mercato venne drasticamente ridimensionata dai sistemi ad iniezione, tanto da fermare la produzione europea dei modelli automobilistici nel 1995, mantenendo attiva solo quella per motoveicoli e macchine operatrici.

## Caratteristiche del carburatore

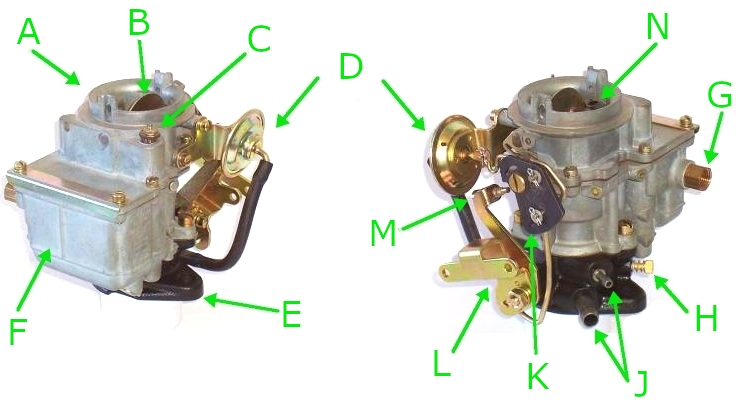
Principali componenti di un carburatore: A) condotto d'ingresso aria; B) Valvola a farfalla; C) regolazione esterna del polverizzatore del carburante; D) Sistema di auto-esclusione arricchitore meccanico. E) condotto lato motore; F) vaschetta carburante; G) condotto d'ingresso carburante; H) vite di regolazione della miscela a regime minimo; J) condotti di depressione; K) camma per automatico innalzamento del minimo; L) leva dell'acceleratore; M) vite di regolazione del regime minimo; N) uscita interna del polverizzatore del carburante

Il carburatore è composto essenzialmente da un condotto principale che mette in comunicazione l'interno del gruppo termico (cilindro, testata, pistone, camera di combustione) con l'esterno.
Lungo il percorso di questo condotto si trova normalmente una valvola, a saracinesca o a farfalla a seconda del tipo di carburatore, che ha la funzione di regolare il flusso d'aria all'interno del condotto e un sistema d'ingresso del carburante.
La valvola è gestita in modo diretto o indiretto dal comando dell'acceleratore: accelerare significa aprire la valvola immettendo nella camera di combustione più miscela (aria e benzina).
L'aria all'interno del carburatore viene aspirata grazie alla depressione causata dal moto discendente del pistone all'interno del cilindro, o aspirata dal carter quando risale il pistone, mentre nei motori sovralimentati l'aria viene in diversi modi portata nel motore tramite un compressore.

### Struttura del carburatore
Il carburatore può assumere diverse strutture, facendolo diventare del tipo:

Carburatore motociclistico moderno, dove è possibile apprezzare i vari condotti utili al funzionamento

1) Funzionamento a valvola gas chiusa

- Automobilistico: questo carburatore vincola l'afflusso d'aria attraverso una valvola a farfalla ed è munito di un singolo ugello di precisione che alimenta i vari circuiti (eventualmente provvisti di viti di regolazione) del carburatore, mentre per il richiamo della benzina, generalmente utilizza un sistema a membrana.[8]
- Motociclistico (originario): questo carburatore vincola l'afflusso d'aria attraverso una valvola a saracinesca munita di uno spillo conico che regola l'afflusso di benzina. L'afflusso viene regolato tramite una vaschetta di benzina munita di una valvola galleggiante, questo carburatore ha la vaschetta galleggiante e la valvola gas con relativo spillo messi in comunicazione da un tubo o canale, facendo risultare i due elementi come due corpi separati.
- Motociclistico moderno: questo carburatore vincola l'afflusso d'aria attraverso una valvola a saracinesca, munita di uno spillo conico che regola l'afflusso di benzina ai medi carichi, i vari circuiti (eventualmente provvisti di viti di regolazione) del carburatore, sono alimentati da un minimo di un solo ugello di precisione, fino a 4 o più (circuito d'avviamento compreso), generalmente si fa uso di tre ugelli (circuito d'avviamento compreso), mentre per il richiamo della benzina, generalmente utilizza un sistema caduta governato da un galleggiante, che fa riempire la vaschetta di benzina ricavata sotto il corpo della valvola gas.
  - Motociclistico moderno per usi particolari, i carburatori motociclistici moderni hanno un condotto orizzontale rispetto al corpo carburatore e valvola verticale ed il loro campo di funzionamento va dalla postura verticale della valvola e di tutto il circuito massimo e sistema galleggiante fino ad un'inclinazione anteriore massima di 40°, ma preferibilmente non oltre i 30° (l'inclinazione va determinata in base all'uso in modo da favorire una postura più verticale possibile della valvola), per alcune applicazioni si è dovuto in alcuni casi o inclinare il condotto venturi come nel caso del Mikuni TM34SS (inclinazione di 30° in avanti/basso) o inclinare tutto il corpo carburatore rispetto alla vaschetta benzina come lo Yoshimura YD-MJN che ha il corpo carburatore inclinato di 45° rispetto alla vaschetta carburante.
  - Motociclistico tipo Lectron o APT SmartCarb, questo tipo di carburatore riduce al minimo il numero dei elementi di taratura e utilizza un particolare tipo di spillo conico, basando la carburazione quasi esclusivamente su di esso.[9]

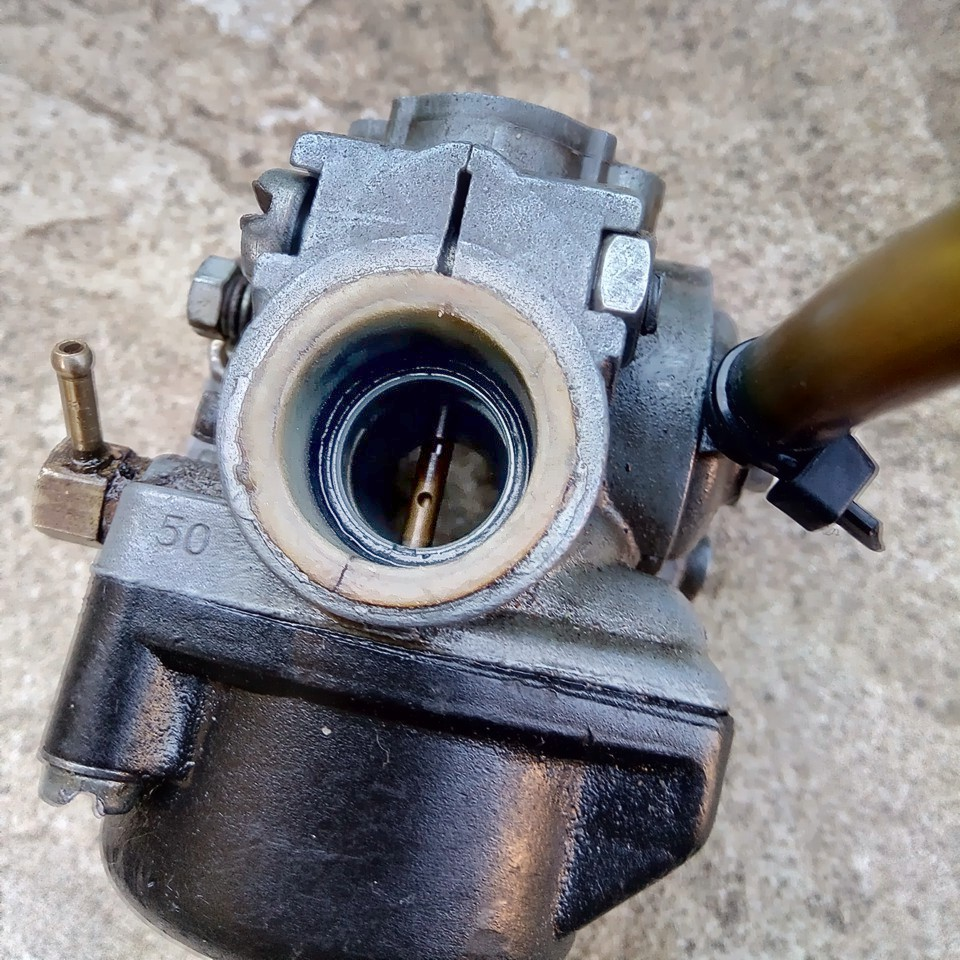
Spillo atomizzato fisso del carburatore Dell'Orto SHA 14/12, visto lato alimentazione, manca il coperchio superiore e la valvola gas, è possibile osservare le guarnizioni di tenuta nell'attacco a manicotto femmina.

I carburatori motociclistici al posto dello spillo conico possono essere muniti di uno spillo con più fori di atomizzazione (MJN - Multiple Jet Nozzle), questo spillo può essere fisso (come nel Dell'Orto SHA) o mobile (come nei Yoshimura MJN), con l'apertura della ghigliottina il passaggio dell'aria richiama la benzina dai fori dello spillo che sigilla il polverizzatore.
La struttura del carburatore può essere di vario tipi, in base alla disposizione del condotto venturi, in genere orizzontale o verticale, ad uso automobilistico la disposizione più utilizzata è di tipo verticale (solo alcuni modelli sportivi utilizzano carburatori a disposizione orizzontale), inizialmente dato l'uso di valvole laterali i carburatori a disposizione verticale avevano un flusso dal basso verso l'alto, successivamente con i primi motori a valvole in testa i carburatori sempre di tipo verticale vennero chiamati invertiti in quanto il flusso ora è dall'alto verso il basso, successivamente nei vari ambiti vennero realizzati disposizioni intermedie.

### Accorgimenti per il carburatore a ghigliottina (tipo motociclistico)
Nei carburatori dove la valvola gas è del tipo a ghigliottina, per poter aver un livello della benzina controllato e costante dentro alla vaschetta carburante del carburatore, si utilizza:
- Sistema a galleggiante, è caratterizzato da un galleggiante che governa la valvola della benzina. Quando la vaschetta del carburatore é vuota, il galleggiante sfrutta la forza di gravità per aprire delle feritoie, in modo da avere un livello costante di benzina.
- Sfiati, questi sfiati mettono in comunicazione la vaschetta della benzina con l'esterno, sono dei condotti ricavati sul corpo carburatore, che servono per permettere l'afflusso di benzina nel carburatore, difatti se non ci fossero l'aria rimarrebbe intrappolata impedendo il corretto riempimento. Inoltre hanno anche la funzione di far fuoriuscire la benzina nel caso si capovolga il carburatore (caduta del mezzo) ed evitare che il mezzo s'ingolfi.
- Tubo di massimo livello, è caratterizzato da un tubo presente sulla vaschetta del carburatore che mette in comunicazione l'interno della vaschetta con l'esterno, il suo scopo è quello d'evitare l'eccessivo riempimento della vaschetta e quindi evitare che il mezzo s'ingolfi.
- Circuiti di polverizzazione, questi circuiti sono 2, uno per il minimo e uno per il massimo, in questi circuiti scorre l'aria presa all'inizio del Venturi o dall'esterno del carburatore, questi circuiti vengono utilizzati per migliorare la polverizzazione e generalmente sul circuito del minimo viene applicata una vite di regolazione di flusso.
- Lucidatura lato aspirazione del carburatore, si lucida la parte che va dalla valvola gas all'ingresso del Venturi, quest'operazione si può eseguire cromando questa zona o semplicemente rendendola molto liscia, questo favorisce lo scorrimento dell'aria all'ingresso del carburatore.
- Sabbiatura lato motore del carburatore, si fa diventare porosa la superficie che va dalla valvola gas fino al termine del carburatore con il collettore d'aspirazione del motore, tramite la sabbiatura, questa porosità permette il formarsi di una pellicola di benzina, che facilita il passaggio della miscela aria benzina, grazie al miglioramento dello strato limite.
- TPS (Throttle Position Sensor), si tratta di un sensore che può essere usato sia per regolare la carburazione tramite l'uso di vari solenoidi controllati da una centralina dedicata o tramite l'ECU (Unità di controllo motore), oppure può essere usata solo per poter regolare altri parametri non inerenti con la carburazione, come ad esempio la fasatura o la gestione della valvola di scarico del 2T.
- Controllo remoto del minimo si ha un rinvio della vite del regime minimo in modo da poter variare questo parametro senza dover scendere dal mezzo.

### Tipo di giunzione
Il collegamento del carburatore con il motore può essere di varia natura:
- Manicotto, la giunzione avviene tramite delle giunzioni cilindriche
  - Maschio, il carburatore ha un collegamento maschio, che generalmente viene intercettato da un collettore in gomma
  - Femmina, il collettore ha un collegamento femmina, che avvolge un collettore in metallo
- Flangia, il carburatore si può collegare direttamente al motore e generalmente viene interposta una guarnizione

Dal lato aspirazione il carburatore può altresì avere come giunzioni:
- Libera, non è previsto alcun tipo di collegamento
- Filettato, generalmente per permettere l'uso di cornetti d'aspirazione o adattatori a manicotto per collettori diretti a scatole dell'aria
- Manicotto, per collegarsi ad un collettore in gomma

### Tipi di corpo
I carburatori a seconda del numero di condotti d'alimentazione che sono presenti possono essere:
- Monocorpo, sono i carburatori più utilizzati in ambito motociclistico, anche per le pluricilindriche, dove in questo caso vengono in molti casi sincronizzati tramite delle flange sincronizzatrici e comandati con un unico cavo (che in questi casi, vengono chiamati "batterie"), in altri i carburatori rimangono indipendenti, in quanto i cilindri non sono in linea e quindi non è possibile avere un sistema flangiato per sincronizzare i carburatori o si devono usare più flange sincronizzatrici; In ogni caso per i motori pluricilindrici a più carburatori è necessario utilizzare un vacuometro per verificare che al minimo ogni cilindro sia alimentato allo stesso modo, così come anche nelle altre fasi di azionamento dell'acceleratore, con un maggior attenzione ai minimi azionamenti, che sono quelli più sensibili.
- Multi corpo, sono carburatori che nel caso dei "doppi corpi" hanno due condotti d'alimentazione, sono del tutto paragonabili a due carburatori in uno, mentre nel caso dei "triplo corpo" hanno tre condotti. Negli Stati uniti sono diffusi carburatori a quadruplo corpo, ciò che permette un'ottimale alimentazione dei motori otto cilindri a V di 90°, diffusi sia nell'uso automobilistico sia nella applicazioni nautiche.
  - Apertura sincrona le valvole dei vari corpi lavorano tutte in sincrono, aprendosi e chiudendosi in modo eguale tra tutti i corpi, questa soluzione è utilizzata quando ogni corpo aziona un cilindro.
  - Apertura differenziata l'apertura delle valvole non sono omogenee, in genere per la prima parte del comando acceleratore (tra ½ e ¾ circa) si apre solo una delle due valvole a farfalla (in modo parziale), mentre per la successiva parte del comando gas si ha l'apertura di entrambe le valvole (di cui quella del secondo corpo in modo più rapido), con il comando gas completamente azionato, entrambe le valvole sono aperte interamente.

### Tipi di valvole per i carburatori
Le valvole dei vari carburatori quando queste non sono a farfalla (tipo automobilistico o a membrana), possono essere a sfera o più comunemente sono di tipo a saracinesca (tipo motociclistico), queste ultime valvole possono essere:
- cilindriche;
- piatte (molto sottili, con i lati a coltello e un leggero rigonfiamento centrale, per posizionare lo spillo e la molla);
- a D (valvola piatta, con la differenza del rigonfiamento, che invece d'essere concentrata al centro, si allunga sono ai lati);
- a saponetta (leggermente più spesse del tipo piatto, senza però il rigonfiamento centrale e col il bordo laterale rotondo).

Inoltre questo tipo di valvola può essere disposta:
- Perpendicolare la valvola è perpendicolare al condotto del carburatore;
- Inclinata la valvola è obliqua al condotto del carburatore, come nel caso del Mikuni TM34SS (quest'effetto è dato dall'inclinazione di 30° del condotto rispetto al carburatore).

I vari tipi di valvole, si distinguono tra di loro per la loro capacità di regolazione del flusso e di turbolenze nel carburatore, avendo così le valvole cilindriche ottime per la regolazione dei regimi più bassi, mentre il tipo piatto è il tipo migliore a tutto gas, soprattutto per gli alti regimi, gli altri tipi, sono una via di mezzo rispetto ai primi due, anche se generalmente sono molto vicine al tipo piatto.

### Forma della sezione del condotto
A sinistra con presa d'aria decentrata, si può vedere i condotti d'aerazione occlusi, in quanto l'aria viene prelevata esternamente tramite una presa esterna (in foto è occlusa da un gommino nero), si può apprezzare il foro del condotto d'avviamento ed in alto il piccolo foro del circuito di potenza.
La sezione del condotto di un carburatore motociclistico può essere:
- circolare, questa sezione circolare è quella che, a parità di area, garantisce le migliori prestazioni, limitando le perdite di carico del flusso gassoso.
- ovale, rispetto alla circolare, ha il vantaggio di ripartire la regolazione della potenza su una corsa della valvola del gas più lunga rispetto alla larghezza, permettendo sia di avere una carburazione più accurata nelle varie posizioni della valvola stessa, sia una risposta in potenza erogata più dolce alle piccole aperture e rendere l'apertura del condotto d'aspirazione più lineare.
- a forma di scudo, è disposta in modo che la parte appuntita sia rivolta verso il polverizzatore. I vantaggi sono gli stessi della sezione ovale, ma garantisce una risposta ancora più dolce alle piccole aperture della valvola del gas.

Posizionamento della presa d'aria rispetto al condotto:
- Allineata, il centro della presa d'aria (corpo venturi) è allineato all'asse del carburatore.
- Decentrato, il centro della presa d'aria è leggermente spostato verso il basso, in modo da favorire il rendimento e la pulizia dei flussi d'aria alle piccole aperture.

Sezione laterale dei diversi condotti usati in un carburatore

Il condotto del carburatore può altresì essere suddiviso in:
- Convergente-Divergente, schema utilizzato nei carburatori più curati, in modo da garantire sempre un accoppiamento ideale con il collettore
- Aspirazione convergente-cilindrica, schema usato nei carburatori curati o della dimensione massima del relativo modello o per i modelli non di punta
- Cilindrici, Utilizzato dai carburatori più semplici e basilari
- Strozzato, la parte precedente o successiva alla valvola gas e quindi a monte o a valle del carburatore ha il condotto di sezione ridotta, generalmente per carburatori strozzati, che limitano la respirazione massima del motore

È particolarmente interessante sui veicoli dotati di cambio automatico a variazione continua, in particolare i moderni scooter, che per le peculiarità del tipo di trasmissione presentano una elevata variazione della potenza erogata dal motore alle piccole aperture della valvola del gas. Questa caratteristica, unita ad una sezione del condotto circolare, renderebbe difficoltoso marciare costantemente a bassa velocità con questi veicoli. I carburatori automobilistici hanno quasi universalmente sezione di forma circolare.

### I circuiti del carburatore

I vari circuiti del carburatore nelle loro declinazioni principali:
P) Sistemi del massimo
M) Sistemi del minimo
A) Sistemi di aerazione dei circuiti massimo e minimo
PW) Sistema di potenza
ST) Sistema d'avviamento

I carburatori sono muniti di vari circuiti, per la regolazione del rapporto stechiometrico. I circuiti di cui ha bisogno ogni carburatore con la valvola e lo spillo conico sono, il circuito del massimo, il circuito del minimo, il circuito di progressione e il circuito d'avviamento. Ci sono poi altri tipi di circuiti, utilizzati da carburatori con caratteristiche particolari o destinati a motori particolari, questi circuiti sono, il circuito di potenza e la pompa d'accelerazione.

#### Circuito del massimo
Questo circuito è regolato dallo spillo (quando questi sono del tipo a saracinesca), dal polverizzatore e dal getto del massimo, il carburante passa attraverso il getto del massimo che ne regola il flusso massimo, poi passa attraverso il polverizzatore, che è munito di vari fori a varie altezze e vario diametro, questi fori emulsionano il carburante grazie a dell'aria prelevata prima del Venturi da un ramo del circuito, per poi immettere il carburante emulsionato nel condotto del carburatore alla quantità limitata dallo spillo. Alcune automobili, quali la Fiat Uno, sono dotate di vite esterna per la regolazione dello stesso come per il minimo.

#### Circuito del minimo e di progressione
Questi circuiti sono uniti tra di loro, con un ramo per il prelievo dell'aria all'inizio del Venturi. Questi circuiti sono regolati da una vite dell'aria o della miscela (a seconda della posizione), dal getto del minimo e dall'eventuale emulsionatore del minimo. Questi circuiti assumono un comportamento differente a seconda dell'altezza della valvola. Il circuito del minimo è fondamentale per il mantenimento del regime minimo, mentre il circuito di progressione è fondamentale per il corretto passaggio dal circuito del minimo a quello del massimo e viceversa.

#### Circuito d'avviamento
Il circuito d'avviamento è generalmente un condotto separato che bypassa la valvola del carburatore, munita in questo caso da una specifica valvola per il condotto e un getto specifico, chiamato getto d'avviamento; poi esistono altri metodi, ma non sono veri circuiti, ma semplici artifici, come il restringimento del Venturi prima della valvola o abbassare meccanicamente il galleggiante.
Il comando di questo condotto/circuito si ha:
- Manualmente, l'operatore deve di propria intenzione agire su questo circuito che può essere:
  - Auto-disinserente possono essere a effetto immediato o si disattivano solo a una certa condizione (comando gas completamente azionato)
  - Manuali cambiano di stato solo dopo ogni intervento dell'operatore
- Automatico, l'operatore non deve intervenire perché si aziona in modo autonomo, possono esse
  - Elettronico tramite una centralina l'attuatore presente lungo il circuito d'avviamento viene inserito i disinserito.
  - Meccanico funzionano tramite la temperatura del motore, utilizzando il liquido di raffreddamento (per questo è utilizzabile solo su motori con raffreddamento a liquido) che viene prelevato dalla testata o da una qualsiasi parte del circuito di raffreddamento permanente e si ricollega con la parte del circuito che funziona solo a temperatura di regime, questo calore aziona un termostato che agisce in modo proporzionale alla temperatura sul circuito d'avviamento.

#### Circuito di potenza
Il circuito di potenza ha la funzione d'aumentare l'apporto di benzina tramite il getto di potenza (power jet) la miscela aria/benzina in un limitato arco di apertura della valvola gas e superato un determinato regime del motore, generalmente è posizionato in alto del condotto di aspirazione del carburatore, in modo d'arricchire il rapporto stechiometrico con la valvola gas alla massima apertura e regime di funzionamento.
Esistono anche i power jet (getti di potenza) elettronici, comandati da una centralina, dove la loro azione è generalmente limitata nella condizione di valvola gas completamente aperta per una questione di semplicità (nel 2005 questi sistemi vengono usati a qualsiasi apertura del gas), ma la sua influenza è meglio gestita.

#### Pompa d'accelerazione
Chiamata anche "pompa di ripresa", viene utilizzata solo su alcuni motori 4 tempi e questa pompa, non fa altro che ingrassare la miscela nel caso ci sia una rapida apertura della valvola del carburatore, immettendo più o meno velocemente più o meno quantità di carburante dopo la valvola del carburatore, queste pompe possono essere a pistoncini o a membrana e che costituiscono la pompa questi sistemi possono essere azionati o da un collegamento diretto all'acceleratore o dalla valvola del carburatore, queste pompe per erogare la giusta quantità di carburante sono munite di un getto pompa.

## Attorno al carburatore
Il carburatore viene congiunto con il gruppo termico nel caso di un'alimentazione diretta (motori a 4T) o per alcuni tipi di alimentazione indiretta (motori a 2T), o nei carter nel caso di un'alimentazione indiretta (motore a 2T), grazie al collettore d'aspirazione che rappresenta un prolungamento ideale del condotto principale. Per garantire l'ingresso di aria pulita e preservare la durata del motore viene applicato un apposito sistema filtrante dal lato dell'aspirazione del condotto. Questi filtri hanno però l'inconveniente di limitare l'ingresso di aria fresca e per questo nei vecchi motori da competizione o elaborati sono presenti filtri speciali che consentono l'ingresso di un flusso maggiore di aria; non di rado il filtro dell'aria veniva eliminato del tutto.
- Sistemi filtranti, carburatore, e collettori d'aspirazione sono i componenti del sistema d'alimentazione del motore endotermico.
- Si ricorda che per facilitare l'ingresso ed il transito della massa d'aria il condotto deve essere opportunamente conformato.
- La giusta progettazione e conformazione dell'impianto di alimentazione è fondamentale per ottenere un proficuo rendimento del motore stesso.

## Funzionamento
All'interno del condotto principale conformato a condotto Venturi si forma una corrente d'aria che, per effetto Venturi, crea a sua volta una depressione. Grazie a questa depressione il carburante viene aspirato all'interno del condotto e nebulizzato in modo da formare la miscela aria/carburante che andrà a essere combusta poi, all'interno della camera di combustione.
Il carburante entra nel flusso d'aria tramite un foro appositamente calibrato, chiamato anche getto, atto a ottenere il giusto rapporto stechiometrico perché la combustione possa essere efficiente.

## Tipi di carburatore
Per garantire sempre un rapporto stechiometrico costante a diversi regimi, nonostante i circuiti dell'aria e del combustibile siano interessati da perdite di carico differenti, i carburatori oggi in uso differiscono dal semplice Venturi. I carburatori sono infatti costituiti, oltre che dal condotto principale, da altri condotti secondari e ulteriori ingressi carburante con diversi calibri, che risolvono questi problemi. L'introduzione dell'iniezione elettronica, riesce ancor meglio a risolvere questi problemi grazie ad un controllo software ed apposito hardware, riuscendo a modificare il rapporto stechiometrico, anche se i tempi di correzione non sono così bassi, per questo si sono sviluppati i carburatori elettronici, che hanno solo i vantaggi dei due sistemi, ma risultano molto costosi.

### Carburatore a contatto
I primi sistemi di carburazione consistevano in un'ampia bacinella riempita di carburante, sopra cui passava il flusso dell'aria; la carburazione avveniva solo per evaporazione. Come si può dedurre erano estremamente inefficienti e difficilmente regolabili, e furono presto abbandonati.

### Carburatore catalitico
Questi carburatori miscelano il carburante con acqua e aria in prossimità di catalizzatori in nichel o platino riscaldati, il catalizzatore scinde il carburante in metano, alcoli, e di altri carburanti leggeri.
Quest'originale carburatore è stato introdotto per consentire agli agricoltori di adoperare i trattori alimentati con un cherosene arricchito, inoltre la US Army aveva utilizzato questo sistema con grande successo nella seconda guerra mondiale, nella campagna del deserto del Nord Africa.
I carburatori catalitici erano disponibili in commercio nei primi anni trenta, ma alcuni importanti fattori hanno limitato un loro uso diffuso:
- Richiesta di additivi che dovevano essere aggiunti nel serbatoio assieme alla benzina commerciale.
- L'introduzione di Tetra-etil piombo nella benzina, a partire dal 1932, permise di aumentare il numero di ottano della benzina ed evitare il fastidioso battito in testa, permettendo anche l'utilizzo di rapporti di compressione più elevati.
- Ridotto vantaggio economico, dovuto alla scarsa differenza tra il costo del cherosene e quello della benzina povera (negli anni trenta).

### Carburatori meccanici
Sono i carburatori preferiti dai preparatori meccanici perché non richiedono strumentazioni particolari per la loro taratura e oltre a fornire elevate prestazioni sono anche poco costosi: infatti sono formati principalmente da un condotto di Venturi, da una vaschetta carburante, con apposito galleggiante, da vari condotti o circuiti e da una valvola a saracinesca.
Il funzionamento è estremamente semplice, la vaschetta carburante riceve il carburante tramite un condotto e si riempie di questo fino ad un livello regolato da un galleggiante; i circuiti per la carburazione vengono invece regolati dall'apertura della valvola a saracinesca che è munita di uno spillo per un migliore controllo del circuito del massimo.

### Carburatori a depressione

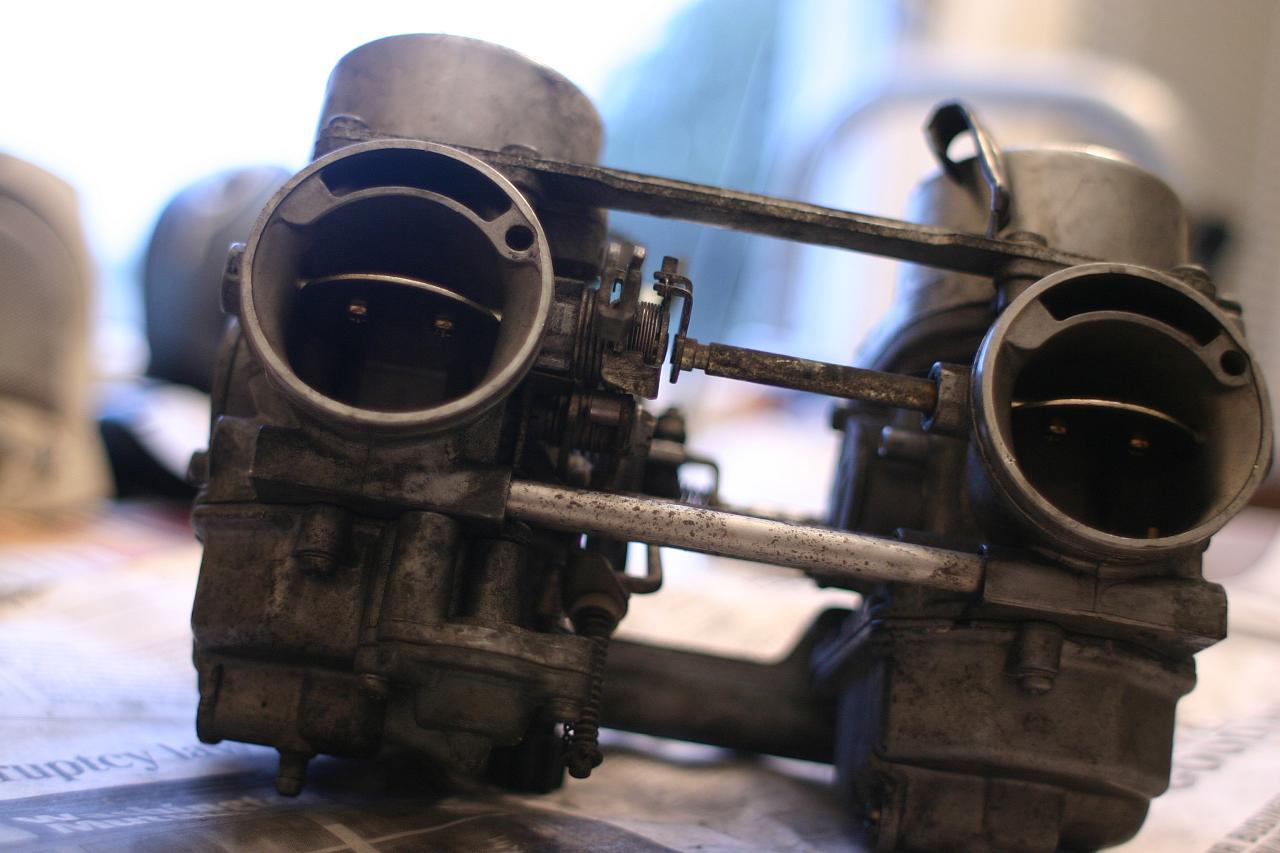
Carburatore a depressione, lato aspirazione, è possibile notare la presa d'aria per il sistema di depressione

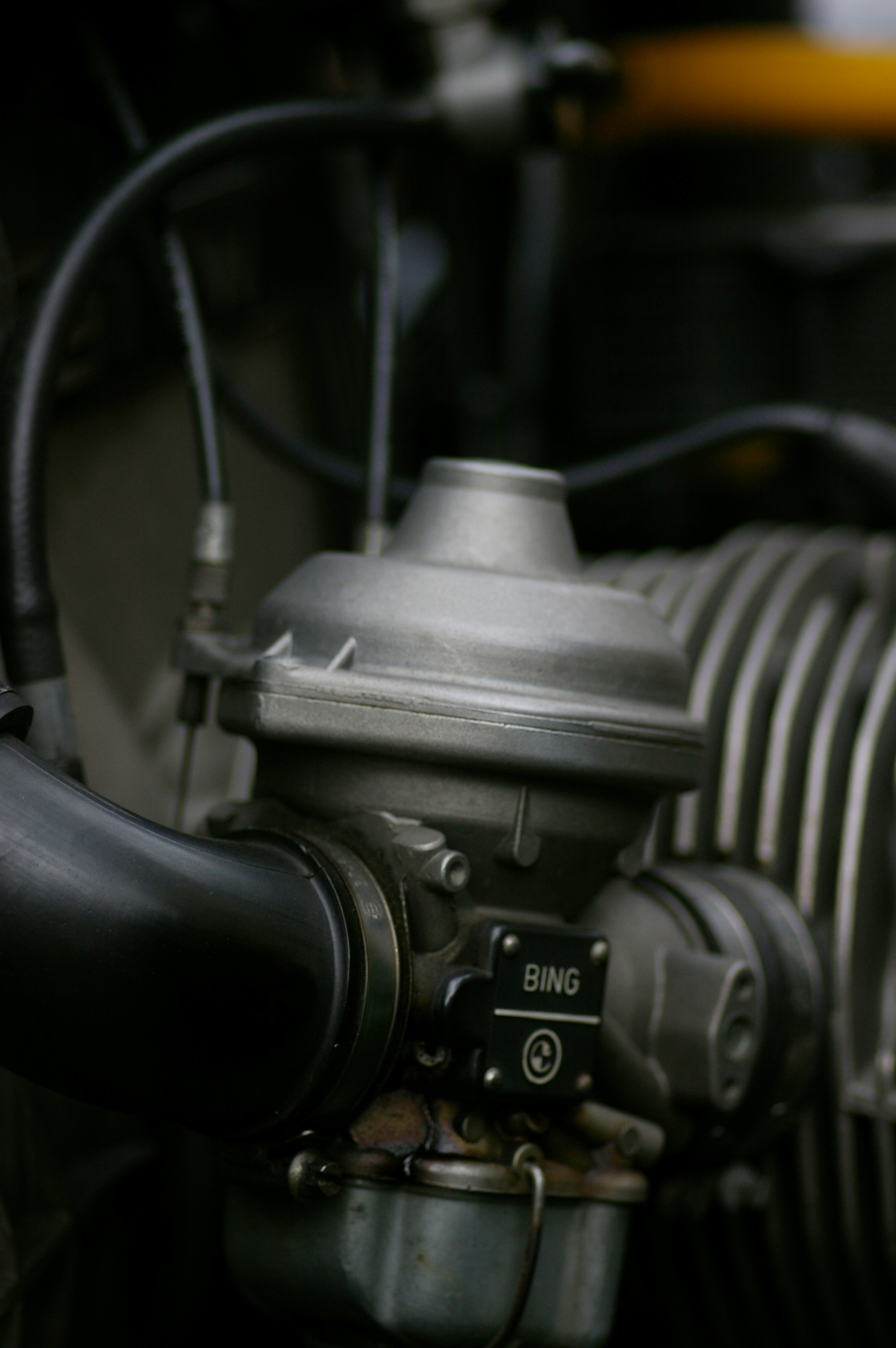
Carburatore a depressione

I carburatori a depressione sono dei carburatori muniti di due valvole, una a saracinesca ed una a farfalla, dove la valvola a saracinesca non è direttamente governata dalla manopola del gas, ma si alza e abbassa tramite un sistema a depressione. Infatti è la differenza di pressione che si ha tra il condotto del Venturi (che si trova sotto la membrana) e la zona che si trova al di sopra della membrana che permette alla ghigliottina di alzarsi. Girando la manopola dell'acceleratore si apre gradualmente la farfalla, si creá un flusso di aria al sopra della membrana e la pressione in questa zona scenderá facendo alzare la gigliottina.
La valvola del gas per sfruttare la depressione che si ha tra il Venturi e l'esterno o l'ingresso del Venturi, vincendo la forza della molla che la tiene abbassata è munita di una membrana che si interpone tra due camere indipendenti, stagne una dall'altra, sovrapposte tra di loro e poste sopra e attorno alla valvola a saracinesca, la camera più in alto è in comunicazione con il Venturi tramite la valvola a saracinesca, mentre la camera più in basso (sempre posta sopra la valvola) è in comunicazione con l'esterno o l'ingresso del Venturi tramite un foro.
In presenza di una depressione nel Venturi, si avrà la camera stagna più in alto che si restringerà, mentre la camera più in basso, in comunicazione con l'esterno o l'ingresso del Venturi che si espanderà e la somma della forza delle due camere che sono dirette nella medesima direzione, vince la resistenza della molla e si avrà un innalzamento della valvola.
Questo carburatore ha come caratteristica quella di mantenere una depressione nel condotto di Venturi il più costante possibile e migliorare la stabilità del rapporto stechiometrico e polverizzazione del combustibile nei cambi rapidi di comando gas e funzionamento del motore.

### Carburatori elettronici
I carburatori elettronici hanno i vantaggi del carburatore meccanico e dell'iniettore, infatti rappresentano il miglior sistema di carburazione finora conosciuto, garantendo la miglior miscelazione della benzina con l'aria e la miglior dosatura, modificabili con le stesse semplici azioni del carburatore meccanico e non dovendo modificare la taratura della centralina come nell'iniettore, tranne nel caso si voglia proprio rivedere i tempi e i casi d'intervento della parte elettronica.

#### Motori a 4 tempi
I carburatori elettronici per i motori 4 tempi sono dei carburatori meccanici, con l'aggiunta di condotti controllati elettronicamente che vengono attivati per ingrassare la miscela aria/benzina (aggiunta di benzina); il loro unico punto debole rispetto agli iniettori è quello di dover ricorrere al condotto di Venturi che è una restrizione del condotto d'aspirazione e per questo limitano leggermente la potenza massima rispetto l'iniettore.
Questi carburatori sono molto costosi, anche perché sono usati da poco, arrivando a costare quasi quanto gli iniettori: se li confrontiamo con i carburatori meccanici, quelli elettronici costano 6-8 volte di più.

#### Motori a 2 tempi
Esistono, oltre ai carburatori per i quattro tempi, anche i carburatori elettronici per i motori a 2 tempi che sono utilizzati principalmente per far rientrare i mezzi a due tempi nelle normative anti-inquinamento, ma sono stati usati anche per alcune moto che non dovevano rispettare delle norme antinquinamento, come la Suzuki RGV 250 e l'Aprilia RS 250. In questo caso la parte elettronica del carburatore gestisce l'apertura di elettrovalvole che regolano automaticamente un afflusso di aria supplementare nel circuito, quindi risulta essere più limitante nella taratura rispetto ad altri tipi di carburatore.
Il sistema che aziona questi circuiti è caratterizzato generalmente da una pompa aria con dei filtri aria e da una centralina che può essere a sé stante o integrata alle altre centraline di gestione, soprattutto nel caso il motore sia gestito da una centralina di gestione del motore.
In questo caso però la differenza di prezzo è maggiore rispetto ad un classico carburatore.

### Carburatori a membrana
Questo tipo di carburatore è molto più complicato dal punto di vista concettuale, ma risulta essere molto comodo, soprattutto nelle ricarburazioni veloci. Prima di tutto, non ha bisogno di getti per essere carburato, infatti per modificare la miscela aria/benzina basta agire su due viti laterali (o al massimo tre, se il carburatore è dotato di power-jet) per aumentare o diminuire la quantità di benzina e aggiustare il rapporto stechiometrico.
Per poter richiamare la benzina il carburatore utilizza una membrana regolatrice, che richiama la benzina in una camera, dove è mantenuta a pressione atmosferica da una membrana regolatrice che è azionata dalla depressione nel collettore e generata dal carter: quest'ultima crea un movimento della membrana regolatrice che, a sua volta, muove un bilanciere connesso ad una valvola a spillo, che è a sua volta contrastata da una molla, in alcuni casi viene utilizzata la variazione di pressione nel sistema di scarico.
Una volta raccolta la benzina dalla pompa nella camera a pressione atmosferica del carburatore, il movimento della membrana regolatrice, che è azionata dalla depressione nel Venturi del carburatore, richiama la benzina dalla pompa per poi farla passare nei canali di immissione per i circuiti del minimo (che nebulizza benzina nel venturi anche ad acceleratore chiuso) e del massimo (che nebulizza benzina nel venturi solo con un'apertura almeno parziale dell'acceleratore, regolando la portata di benzina in base all'apertura dell'acceleratore e quindi in base alla depressione presente a monte della farfalla (o ghigliottina).
I produttori di questa tipologia di carburatori sono pochi in confronto ai carburatori tradizionali, tra cui si ha lo storico marchio Tillotson dal 1914 e altri marchi più recenti come Tryton, Walbro, Ibea, JHC.

## Produzione
I carburatori sono principalmente prodotti per pressofusione, mentre per quanto riguarda i materiali usati si può utilizzare:
- Alluminio
- Zamak una lega di zinco e alluminio (peso specifico approssimativamente di 6,8 kg/dm³)
- Elektron lega al magnesio, generalmente non utilizzata per applicazioni stradali, ma solo per uso competitivo, questo per via del costo, mentre il suo vantaggio è nel peso (peso specifico 1,78 kg/dm³ contro i 2,6 + 2,8 kg/dm³ delle leghe leggere a base di alluminio)

## Produttori
I maggiori produttori di carburatori sono:
- Amal
- Bendix
- Bing
- Briggs & Stratton
- Carter carburetor
- Dell'Orto
- Demon Carburetors
- Edelbrock
- Gurtner
- Hitachi carburetors
- Holley Performance Products
- Honeywell
- Lectron
- Keihin
- Mikuni
- Motec Engineering
- Pierburg carburetor
- Polini
- Rochester Products
- Shakalà Kalà
- Solex
- Stromberg
- SU carburetor
- Tecumseh
- Tillotson
- Tryton
- Villiers Engineering
- Walbro
- Weber
- Yoshimura
- Zenith Carburetters
- ZAMA